# Champa

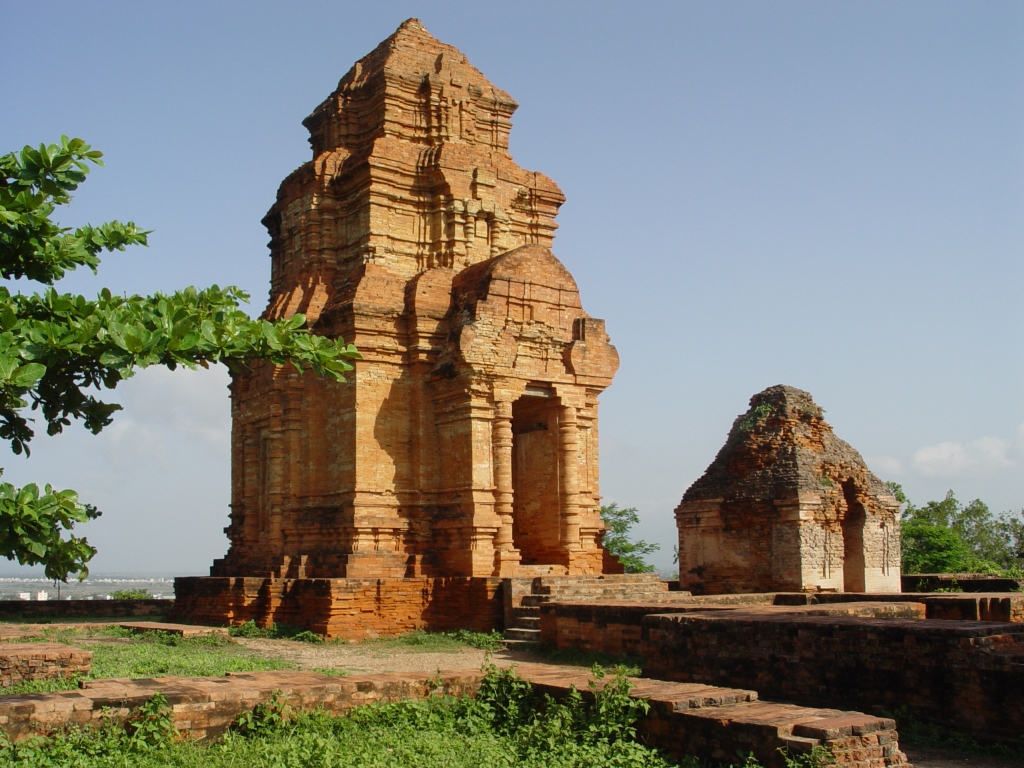
Champatorn nära Phan Thiết.

Kungadömet Champa var ett Malajer Cham-rike som låg i det som idag är centrala och södra Vietnam från ungefär första århundradet fram till 1832, då det erövrades och annekterades av Vietnam.
Chamfolket i moderna Vietnam och Kambodja är resterna av det forna riket. De talar Cham, ett Malajo-polynesiska språk.
Under sin storhetsperiod bestod Champa av nuvarande vietnamesiska provinserna Quảng Nam, Quảng Ngãi, Bình Định, Phú Yên, Khánh Hòa, Ninh Thuận och Bình Thuận. Från 300-talet indifierades riket; hinduism blev statsreligion och kulturen präglades av indisk kultur. Från 1000-talet började islam spridas i riket, och på 1600-talet blev den härskande dynastin muslimsk; det i riket dominerande chamfolket utgör idag en muslimsk minoritetsgrupp i Vietnam.
Ett Champamuseum med föremål från Champakulturen finns i Da Nang i mellersta Vietnam.
- Wikimedia Commons har media som rör Champa.